# Traveler (телесеріал)
Traveler (укр. "Тревелер", "Втікачі", "Зниклий") — американський телесеріал виробництва компанії Warner Bros. Television. В Україні транслювався Новим каналом.
Телесеріал офіційно скасований після перших восьми епізодів 18 липня 2007 року. 

## Сюжет
Звичайний жарт трьох друзів, Вілла, Джея і Тайлера, що вирішили прокататися на роликах залами нью-йорського музею, приводить до несподіваних наслідків, коли у будівлі роздається вибух. Зафіксовані камерами спостереження, двоє з них, Джей і Тайлер, стають головними підозрюваними у здійсненні теракту, і за ними відкривається справжнє полювання. А третій з хлопців, Вілл, просто зникає… 
Вислизнувши від поліції, друзі знаходять притулок у маєтку батька Тайлера, який наймає впливову компанію, щоб допомогти хлопцям покинути країну. Тайлер довіряє батькові, проте найнятий ним агент викликає у друзів великі підозри. Але найголовніше питання — куди зник Вілл? Жодна відеокамера не засікла його, зникли усі його речі, з ним немає спільних фотографій, Вілла Тревелера ніби зовсім не існувало! Тайлер і Джей розуміють, що він якось причетний до того, що сталося.

## Персонажі
- Джей Барчелл (актор Меттью Бомер) — син військового, відмінник. Вчиться на юриста. Він покладає надії на гарне майбутнє. У нього є дівчина Кім, яка допомагає хлопцям довести свою невинність.
- Тайлер Фоґ (актор Логан Маршалл-Грін) — представник "золотої молоді США". Після того, як батько відмовився платити за його розваги, Тайлер оселяється у одному будинку з Джеєм і Віллом. Спочатку він проявляє свої гірші якості у відношенні до Джея, але після того, що сталося, вони стають найкращими друзями.
- Вілл Тревелер (актор Аарон Стенфорд) — звичайний студент, найкращий друг Тайлера і Джея. Але усе змінюється після того, як він пропонує друзям прокататися на роликах нью-йоркським музеєм, після чого таємничо зникає, а у музеї лунає вибух.

## Список серій
- 1. "Пілот" (Pilot)
- 2. "Втеча" (Retreat)
- 3. "Нью-Гейвен" (New Haven)
- 4. "Вихід" (The Out)
- 5. "Слова" (The Tells)
- 6. "Торговець" (The Trader)
- 7. "Возз'єднання" (The Reunion)
- 8. "Обмін" (The Exchange)